# 嘉義縣表演藝術中心

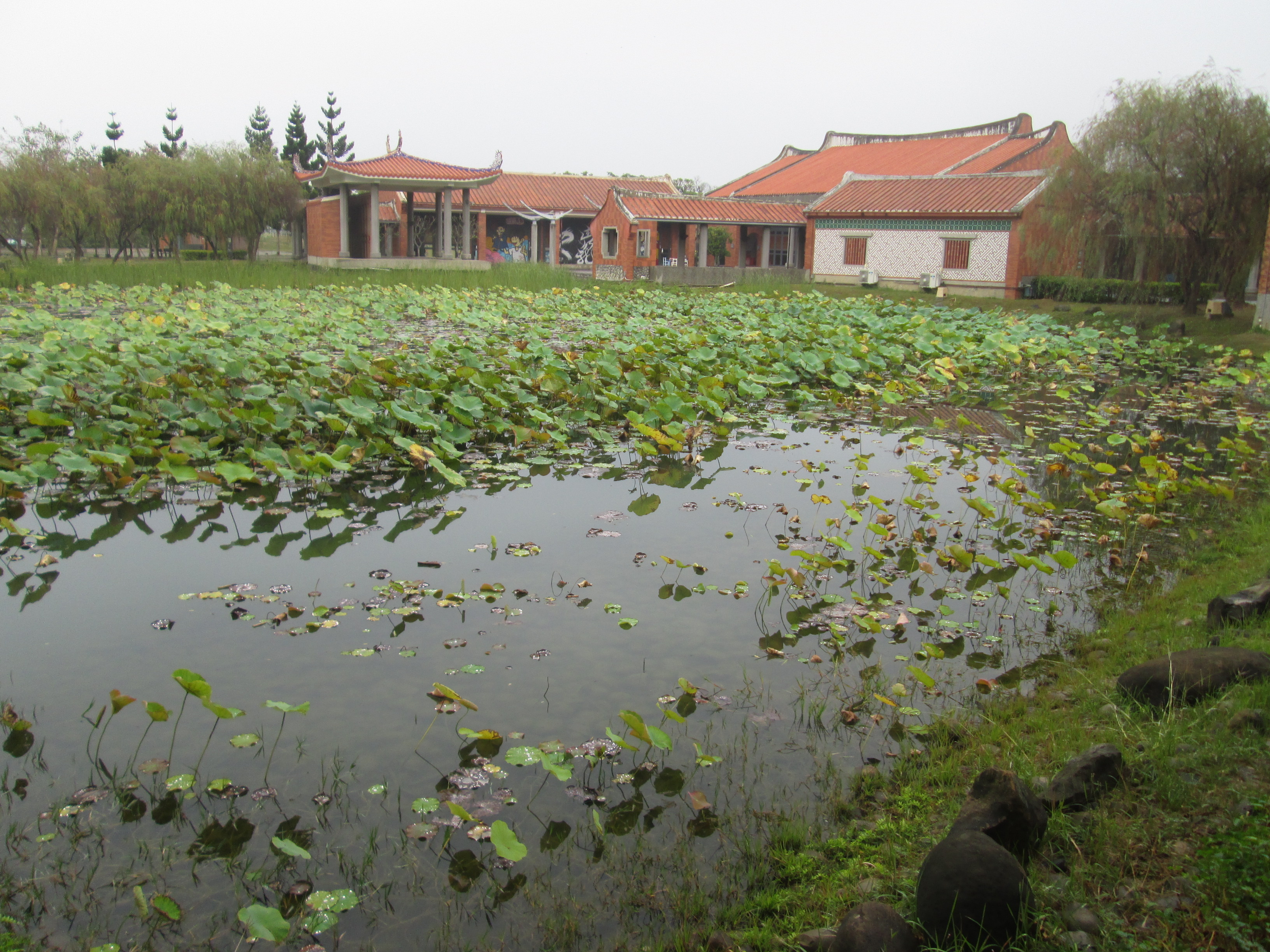
表藝中心荷花池

嘉義縣表演藝術中心（原稱民雄演藝廳）位於嘉義縣民雄鄉。園區佔地6.6公頃，從1995年起開始規劃，2005年年初完工，於4月22、23日啟用首演雲門舞集《紅樓夢》，5月10日正式營運管理。
園區初期的構想及規劃，雲門舞集藝術總監林懷民及新港文教基金會陳錦煌醫師出力甚多；閩南式風格的主建築由建築師黃永洪設計；演藝廳的鏡框式舞台，則出自舞台設計名家林克華之手。園區設施包括行政區、視廳教室、展覽廳、演藝廳、實驗劇場、排練教室，戶外劇場的蝴蝶劇場、涼亭劇場、水榭舞台，駐中心劇團辦公室的淥波居，以及可作為第二展覽室、團體排練及活動交誼之芙蕖廳。

## 外部連結
- 嘉義縣表演藝術中心官方網站（页面存档备份，存于）
- 嘉義縣表演藝術中心臉書 （页面存档备份，存于）